# SFRP1
SFRP1 (англ. Secreted frizzled related protein 1) – білок, який кодується однойменним геном, розташованим у людей на короткому плечі 8-ї хромосоми. Довжина поліпептидного ланцюга білка становить 314 амінокислот, а молекулярна маса — 35 386.
| 10         |  | 20         |  | 30         |  | 40         |  | 50         |
| ---------- |  | ---------- |  | ---------- |  | ---------- |  | ---------- |
| MGIGRSEGGR |  | RGAALGVLLA |  | LGAALLAVGS |  | ASEYDYVSFQ |  | SDIGPYQSGR |
| FYTKPPQCVD |  | IPADLRLCHN |  | VGYKKMVLPN |  | LLEHETMAEV |  | KQQASSWVPL |
| LNKNCHAGTQ |  | VFLCSLFAPV |  | CLDRPIYPCR |  | WLCEAVRDSC |  | EPVMQFFGFY |
| WPEMLKCDKF |  | PEGDVCIAMT |  | PPNATEASKP |  | QGTTVCPPCD |  | NELKSEAIIE |
| HLCASEFALR |  | MKIKEVKKEN |  | GDKKIVPKKK |  | KPLKLGPIKK |  | KDLKKLVLYL |
| KNGADCPCHQ |  | LDNLSHHFLI |  | MGRKVKSQYL |  | LTAIHKWDKK |  | NKEFKNFMKK |
| MKNHECPTFQ |  | SVFK       |  |            |  |            |  |            |

A: Аланін

C: Цистеїн

D: Аспарагінова кислота

E: Глутамінова кислота

F: Фенілаланін

G: Гліцин

H: Гістидин

I: Ізолейцин

K: Лізин

L: Лейцин

M: Метіонін

N: Аспарагін

P: Пролін

Q: Глутамін

R: Аргінін

S: Серин

T: Треонін

V: Валін

W: Триптофан

Кодований геном білок за функцією належить до білків розвитку. 
Задіяний у таких біологічних процесах, як диференціація клітин, сигнальний шлях Wnt. 
Секретований назовні.